# Колонизация на астероиди
Колонизация на астероидния пояс представлява изключително сложна, но в бъдеще реалистична и икономически изгодна техническа задача поради естеството на астероидите в плана на колонизация на космоса. Основно се разглежда като усвояване на минералните ресурси на тези обекти от Слънчевата система.

## Възможности за усвояване
Астероиди или, както се наричат иначе, малки планети, дълго са предлагани като възможни места за колонизация. Идеята за колонизация на астероидите е популярна в научната фантастика. Една от възможните перспективи при използването на астероидите за нуждите на човечеството — добива на полезни изкопаеми от недрата на астероидите, в частност редки метали от платиновата група (осмий, иридий), а също така и други метали.